# محمدعلی معلم دامغانی
محمّدعلی معلّم دامغانی (زادهٔ ۱۳۳۰ دامغان)، شاعر، ترانه‌سرا و رئیس سابق فرهنگستان هنر است. وی در سال ۱۳۸۰ در نخستین همایش چهره‌های ماندگار به عنوان چهره ماندگار در عرصه شعر و ادب فارسی برگزیده شد. او برگزیده نخستین دوره جشنواره بین‌المللی شعر فجر در بخش تصنیف و ترانه نیز بوده‌است.
از آثار علی معلم می‌توان به کتاب «رجعت سرخ ستاره» و سری کتاب‌های «گزیده ادبیات معاصر» که توسط نشر نیستان منتشر شده‌است، اشاره کرد.
این شاعر و ادیب، در دی ماه سال ۱۳۸۸، پس از برکناری میرحسین موسوی از ریاست فرهنگستان هنر، از سوی شورای عالی انقلاب فرهنگی، به عنوان رئیس فرهنگستان هنر انتخاب شد.

## زندگی
محمّدعلی معلّم دامغانی در دامغان زاده شد. پدرش علی اصغر نام داشت. معلم دامغانی دانش‌آموخته حقوق دانشگاه تهران، شاعر، ترانه‌سرا و محقق ادبی معاصر است، از وی مجموعه شعری به نام رجعت سرخ ستاره در سال ۱۳۶۰ به چاپ رسیده‌است، که پس از بیست و پنج سال توسط حوزه هنری سازمان تبلیغات اسلامی به چاپ دوم رسید.
محمد علی معلم دامغانی در شمار شاعران نسل اول انقلاب ایران (۱۳۵۷) است و بسیاری از شعرهای مطرح دوران انقلاب و دفاع مقدس از سروده‌های اوست: «این فصل را با من بخوان، باقی فسانه‌است / این فصل را بسیار خواندم، عاشقانه‌است…» او مثنوی هجرت را در مدح روح‌الله خمینی سروده‌است.
او همچنین ترانه‌های بسیاری برای بعضی از خوانندگان مطرح ایران همچون محمد اصفهانی، محمدرضا شجریان و مجید اخشابی سروده‌است؛ که از آن جمله می‌توان به ترانه باران از آلبوم شب، سکوت، کویر محمدرضا شجریان اشاره کرد.
وی اعلام کرد که به دلایلی سرودن شعر را کنار خواهد گذاشت و از این پس به جای سرودن به تحلیل مطالب خواهد پرداخت. او در مراسم اختتامیه شعر فجر گفت: بنده در سلسله اهل شعر خدمت می‌کنم، اما امروز سرزمین ما مملو از شاعران جوانی است که فرصت از آن آنان است، بنده از این رو با دنیای شعر خداحافظی می‌کنم؛ و در خاتمه این شعر را خواند:
| رفتیم و عشق را به رقیبان گذاشتیم |  | رفتیم و داغ بر دل هجران گذاشتیم     |
| در ما نبود طاقت سوز و گداز عشق   |  | این سوز و این گداز به ایشان گذاشتیم |

## سبک شعری
«وی با سرودن مثنوی در اوزان بلند و بی‌سابقه با زبانی غریب و فاخر و کهن، با بهره‌گیری از اندیشه‌ها و اشارات دینی، عرفانی، اساطیری، تاریخی، اجتماعی با روحی نو سنتی [و با توجّه به موسیقی واج‌ها و واژه‌ها و آمیختگی عرفان و حماسه، می‌توان گفت مبدع سبک و ساختاری تازه در عرصه مثنوی سرایی شد». «او از جمله شاعرانی است که دارای زبان و سبک خاص شعری است. استفادهٔ وافر از عناصر شعری قدیم و انتخاب وزن و قافیه و تقلید و پیروی از قصیده‌سرایان و مثنوی‌سازان دوره‌های سنتی (خصوصاً ناصرخسرو)، از مختصان سبکی اوست. او از جمله مقتدرترین مثنوی‌سرایان پس از انقلاب اسلامی به‌شمار می‌رود».
معلم سرودن ترانه و تصنیف را نیز در دفتر کار خود دارد، «در ترانه برخلاف مثنوی‌هایش که مخاطب خاص می‌طلبد خواسته‌های مخاطب عام را درنظر می‌گیرد. اشعار معلم گرچه به‌رویدادی خاص در متن انقلاب اشاره دارد. امّا پس‌از گذشت سالیان متمادی کهنه نگردیده و به‌نظر می‌رسد معنای دیگری از آن استنباط شود و به شعر این زمانی بدل شده‌است. استفاده از اوزان بلند، توجه به موسیقی کلمات (رعایت حروفی، ایجاد قافیه‌های درونی و …)، به‌کارگیری ردیف باستان گرایی در زبان، وفور اشارات دینی و ادبی، آمیختگی حماسه و عرفان از مهم‌ترین ویژگی‌های مثنوی علی معلم است.»

## مسئولیت‌ها
- معاون فرهنگی حوزه هنری
- عضو شورای شعر وزارت فرهنگ و ارشاد اسلامی
- رئیس مرکز موسیقی سازمان صدا و سیمای جمهوری اسلامی ایران
- رئیس فرهنگستان هنر.[۶]

## نمونه شعر
- ترانه باران از آلبوم شب، سکوت، کویر محمدرضا شجریان:

| ببار ای بارون، ببار      |  | با دلم گریه کن، خون ببار |
| در شبای تیره چون زلف یار |  | بهر لیلی چو مجنون ببار   |

- با من بخوان، از «مثنوی هجرت»

| این فصل را با من بخوان، باقی فسانه‌است |  | این فصل را بسیار خواندم، عاشقانه‌است    |
| دانی که در غربت سخنها عاشقانه است     |  | این قصه را با من بخوان، باقی فسانه است |

## حواشی و رخدادهای پیرامونی

### ریاست فرهنگستان هنر
علی معلم دامغانی در دی ماه سال ۱۳۸۸، پس از برکناری میرحسین موسوی از ریاست فرهنگستان هنر، از سوی شورای عالی انقلاب فرهنگی، به عنوان رئیس فرهنگستان هنر انتخاب شد. اما وی با ابراز ناباوری از این موضوع گفت: «احتمالاً منظور از معلم، علی معلم فیلمساز بوده‌است، نه من!» پس از پایان یک دوره پنج ساله از ریاست وی بر فرهنگستان، این سمت به هوشنگ ماهرویان واگذار گردید. پس از مدتی کوتاه، این کرسی دوباره در اختیار معلم دامغانی قرار گرفت. با پایان یافتن دومین دوره ریاست وی در شهریور ۱۳۹۷، با نامه رئیس‌جمهور حسن روحانی، معاون امور هنری فرهنگستان هنر «علیرضا اسماعیلی» سرپرست فرهنگستان هنر شد.